# Велединский, Александр Алексеевич
Александр Алексеевич Велединский (род. 27 июля 1959, Горький, СССР) — российский кинорежиссёр и сценарист.

## Биография
Родился 27 июля 1959 года в Горьком (ныне — Нижний Новгород).
В 1981 году завершил учёбу в Горьковском политехническом институте по специализации «электрооборудование судов».
В 1993—1995 годах учился на Высших курсах сценаристов и режиссёров (ВКСР), в мастерской А. А. Прошкина и В. М. Приёмыхова. В 1995 году за 18-минутный короткометражный художественный фильм «Анфан Террибль» получил Специальный диплом жюри фестиваля «Святая Анна-95».
В 2000 году — соавтор сценария телесериала «Дальнобойщики».
В 2001 году — снял по своему сценарию короткометражный художественный фильм «Ты да я, да мы с тобой» по мотивам рассказа Вячеслава Пьецуха «Двое из будки 9-го километра» с Сергеем Маковецким в главной роли. Фильм участвовал в конкурсной программе «Особый взгляд» 54-го Каннского кинофестиваля. На 35-м МКФ EXPO в Нью-Йорке фильм получил «Приз за лучший дебют». Также картина стала обладателем Гран-при за «Лучший короткометражный фильм» на «Киношоке» в Анапе, приза «Гранатовый браслет» на кинофестивале «Литература и кино» в Гатчине, приза за лучший короткометражный фильм на кинофестивале «Послание к человеку» в Санкт-Петербурге.
В 2002 году выступил как соавтор сценария телесериала «Бригада». В этом же году стал режиссёром-постановщиком и соавтором сценария телесериала «Закон».
В 2004 году снял полнометражный художественный фильм «Русское» по собственному сценарию по мотивам произведений Эдуарда Лимонова. На XX кинофестивале «Окно в Европу» в Выборге фильм получил второй приз в разделе игрового кино.
В 2013 году фильм «Географ глобус пропил», снятый Александром Велединским по одноимённому роману Алексея Иванова, получил Главный приз XXIV Открытого российского кинофестиваля «Кинотавр» в Сочи. Фильм «Географ глобус пропил» был признан лучшим фильмом 2013 года Российской академией киноискусств «Ника».
В июле 2017 года на Первом фестивале актуального кино «Горький fest» в Нижнем Новгороде был награждён Почётным призом фестиваля «За вклад в современный кинематограф».
Подписал открытое письмо КиноСоюза против военного вторжения России  в Украину.
Летом 2022 года стартовали съёмки художественного фильма Велединского «1993» по одноименному роману Сергея Шаргунова об «Октябрьском путче».

## Фильмография

### Режиссёр
- 1995 — Анфан Террибль
- 2001 — Ты да я, да мы с тобой
- 2002 — Закон
- 2004 — Русское
- 2006 — Живой
- 2011 — Эксперимент 5IVE, новелла «Портрет» (короткометражный)
- 2013 — Географ глобус пропил
- 2013 — Ладога
- 2018 — В кейптаунском порту
- 2021 — Обитель
- 2023 — 1993

#### Клипы
В 2014 году снял клип к песне «Думай сам» группы 25/17.

### Сценарист
- 1995 — Анфан Террибль
- 2001 — Дальнобойщики
- 2001 — Ты да я, да мы с тобой
- 2002 — Закон
- 2002 — Бригада
- 2004 — Русское
- 2006 — Сдвиг
- 2006 — Живой
- 2011 — Эксперимент 5IVE, новелла «Портрет» (короткометражный)
- 2013 — Географ глобус пропил
- 2018 — В кейптаунском порту
- 2021 — Обитель
- 2023 — 1993

## Награды и номинации

### «Географ глобус пропил»
- XXIV Открытый Российский кинофестиваль «Кинотавр» в Сочи[6][12]:
  - Главный приз кинофестиваля
  - Приз жюри кинопрокатчиков
- IV Международный Одесский кинофестиваль[13]
  - Гран-при кинофестиваля по результатам зрительского голосования
  - приз за «Лучший фильм фестиваля».
- XXI международный кинофестиваль «Окно в Европу» в Выборге:
  - приз «Золотая ладья» — 2 место в программе «Выборгский счёт».
- 3-й Международный кинофестиваль «Край света» на Сахалине[14]:
  - приз почетного президента фестиваля Аллы Суриковой
  - Гран-при зрительского конкурса.
- VI кинофестиваль «Восток & Запад. Классика и Авангард» в Оренбурге[15]:
  - приз за лучший сценарий имени Алексея Саморядова
- 23-й фестиваль восточноевропейских фильмов в Котбусе, Германия (2013)[16]:
  - главный приз за лучший фильм.
- 7-й фестиваль «Спутник над Польшей», Варшава[17]:
  - Гран-при с формулировкой «За баланс между острым социальным диагнозом современной России, любовью к персонажам и мудрым, полным понимания и юмора подходом к их проблемам».
- 21-й фестиваль российского кино в Онфлёре[18]:
  - Главный приз фестиваля
- Премия «Золотой орёл»[19]
  - номинация за лучший игровой фильм
  - премия за лучшую режиссёрскую работу
- Премия «Белый слон» Гильдии киноведов и кинокритиков России[20]
  - премия за лучший фильм
- Премия «Ника»:
  - премия за лучший фильм
  - премия за лучшую режиссёрскую работу
  - номинация на премию за лучшую сценарную работу
- XXII кинофестиваль «Виват кино России!» (Санкт-Петербург)[21]:
  - приз «За лучшую режиссуру»
  - приз прессы

### «В кейптаунском порту»
- XXVI международный кинофестиваль «Окно в Европу» в Выборге[22]:
  - Специальный приз жюри

### 1993
- «Золотой орёл» за 2023 год в номинации «Лучший сценарий»